# John Michael Fearns
John Michael Fearns (* 25. Juni 1897 in New York City, USA; † 4. Juli 1977) war Weihbischof in New York.

## Leben
John Michael Fearns empfing am 19. Februar 1922 das Sakrament der Priesterweihe.
Am 4. November 1957 ernannte ihn Papst Pius XII. zum Titularbischof von Geras und zum Weihbischof in New York. Der Erzbischof von New York, Francis Kardinal Spellman, spendete ihm am 10. Dezember desselben Jahres die Bischofsweihe; Mitkonsekratoren waren der Erzbischof von Washington, Patrick Aloysius O’Boyle, und der Weihbischof in Albany, Edward Joseph Maginn.
Am 12. August 1972 nahm Papst Paul VI. das von John Michael Fearns aus Altersgründen vorgebrachte Rücktrittsgesuch an.